# Anse-à-Foleur
Anse-à-Foleur este o comună din arondismentul Saint-Louis-du-Nord, departamentul Nord-Ouest, Haiti, cu o suprafață de 62,14 km2 și o populație de 27480 locuitori (2009).